# The Alibi
The Alibi ook bekend als Lies and Alibis is een Amerikaans-Nederlandse romantische komedie uit 2006, geregisseerd door Matt Checkowski en Kurt Mattila en geproduceerd door Erik Feig. De hoofdrollen worden vertolkt door Steve Coogan, Rebecca Romijn en Selma Blair.

## Verhaal
Ray Elliott (Steve Coogan) leidt een bedrijfje dat overspelige echtgenoten een alibi verschaft tot hij tegen de lamp aan loopt. Wanneer hij problemen krijgt met een klant, moet hij vertrouwen op de vrouw Lola Davis (Rebecca Romijn) om de situatie op te lossen.

## Rolbezetting
| Acteur         | Personage       |
| -------------- | --------------- |
| Steve Coogan   | Ray Elliot      |
| Rebecca Romijn | Lola            |
| Selma Blair    | Adelle          |
| James Brolin   | Robert Hatch    |
| Sam Elliott    | The Mormon      |
| James Marsden  | Wendell Hatch   |
| Jaime King     | Heather         |
| John Leguizamo | Hannibal        |
| Debi Mazar     | Detective Bryce |